# Borderland (film, 2007)
Pour les articles homonymes, voir Borderland.
Pour plus de détails, voir Fiche technique et Distribution.
Borderland est un film d'horreur américano-mexicain réalisé par Zev Berman, sur son scénario, coécrit avec Eric Poppen, d'après l'histoire vraie du tueur en série Adolfo Constanzo. Le film est sorti directement en vidéo en 2007.

## Synopsis
En pleine semaine de relâche, trois étudiants partent au Mexique, dans une ville frontalière, pour faire la fête, y usant d'alcool, de drogues et de prostituées. Lors de leurs pérégrinations, le plus jeune, tombé amoureux d'une des filles rencontrées dans un bar, et, voulant faire un cadeau à la fille de cette dernière, disparaît, mystérieusement, sans laisser de trace. La police locale faisant la sourde oreille, ses deux amis partent à sa recherche en compagnie d’une jeune barmaid. Un ancien policier, qui a perdu son équipier quelques mois plus tôt, les interpelle à l'hôpital, après l'agression armée du moins sérieux des trois, celui qui les a entraînés dans cette petite ville. L'ex-policier détient des preuves contre le meneur du gang, le Grand-Prêtre, qui, sous couvert de sacrifices humains, espère obtenir l'invisibilité de son trafic de cocaïne aux postes frontières. Le plus sage et réaliste des amis se lance alors dans une vendetta sanglante.

## Fiche technique
- Titre : Borderland
- Réalisation : Zev Berman
- Scénario : Zev Berman, Eric Poppen, d'après l'histoire du tueur en série Adolfo Constanzo
- Photographie : Scott Kevan
- Musique : Andrés Levin
- Décors : Pachilu Moreno
- Costume : Monica Araiz
- Montage : Eric Strand
- Producteurs : Randall Emmett, George Furla, Lauren Moews, Elisa Salinas
- Société de distribution : Metropolitan FilmExport
- Pays :  Mexique,  États-Unis
- Genre : Horreur
- Durée : 105 minutes (version longue)
- Format : Couleur, 2.35 : 1
- Langue : anglais, espagnol
- Dates de sortie : 2007
- Interdit aux moins de 16 ans avec avertissement

## Distribution
- Brian Presley (en) : Ed
- Rider Strong : Phil
- Jake Muxworthy (en) : Henry
- Beto Cuevas (en) : Santillan
- Martha Higareda : Valeria
- Sean Astin : Randall
- Damián Alcázar : Ulises
- Marco Bacuzzi : Gustavo
- Roberto Sosa : Luis
- José María Yazpik (en) : Zoilo
- Humberto Busto : Mario
- Elizabeth Cervantes (en) : Anna
- Francesca Guillén : Lupe
- Alenka Rios : Amelia
- Tomas Goros : Captain Ramirez
- Wilebardo Bucio : Ghost Rider

## Bande son
- Gotta Be Live, écrit par Steve Donnely
- EZ-ZZ ver 1, écrit par Robert Williams, John Baer, George Ritter et Gery Itri
- Texas Twister, écrit par Steve Donnely
- Belly Dancer, écrit par Andres Levin, Ileana Padron et Rafael Robert Vargas, interprété par Yerba Buena, Fulanito et des membres de Gogol Bordello
- DW Baila Contigo, écrit par David Wittman, interprété par DJ Dave
- Seduceme, écrit par Francisco Jimenez Garcia et Franck Navaro, interprété par Paco
- Yeah Man, écrit par Francisco Jimenez Garcia, Mikhail Davies et Stefon China Taylor, interprété par Paco
- Monica, écrit et interprété par Cesar Mora
- Duele, écrit et interprété par Cesar Mora
- Convencete, écrit et interprété par Cesar Mora
- No Hay Garantia, écrit par Manuel A. Ruiz, interprété par Yaga Y. Mackie
- La Frontera écrit par Andres Levin, Cucu Diamantes et Beto Cuevas (en), interprété par Cucu Diamantes et Beto Cuevas
- Aguila de Aztlan, écrit par Francisco Jimenez Garcia, Paul Gonzalezet Ruben Benitez, interprété par Paco

## Autour du film
Le film a été tourné à Tijuana, Tecate, Flosarito et Ensenada au Mexique.
Borderland, qui ressemble fort à Hostel d'Eli Roth, s'inspire de faits réels, qui ont eu lieu près de la frontière mexicaine, en 1989 : les membres du culte étant persuadés que le sacrifice humain leur donne des pouvoirs surnaturels enlèvent bon nombre d'étudiants américains, alors touristes, qui profitent de leur semaine de relâche.

## DVD
D'abord sorti sur le Marché du Film Européen en Allemagne, le 10 février 2007, ce film est présenté au Festival de SXSW, le 11 mars 2007, et à l'After Dark Horrorfest, le 9 novembre 2007, aux États-Unis. Grâce à ce dernier festival, il sort directement en DVD, en Amérique et en Europe, à compter du 18 mars 2008. La France le découvre un an plus tard, le 3 mars 2009.
Le DVD français comprend six clips de 23 min (en version originale sous-titrée) sur l'élection de Miss Horrorfest, un documentaire sur l'histoire qui a inspiré le film et une interview du réalisateur, Zev Berman.